# Музей природної історії ім. Філда

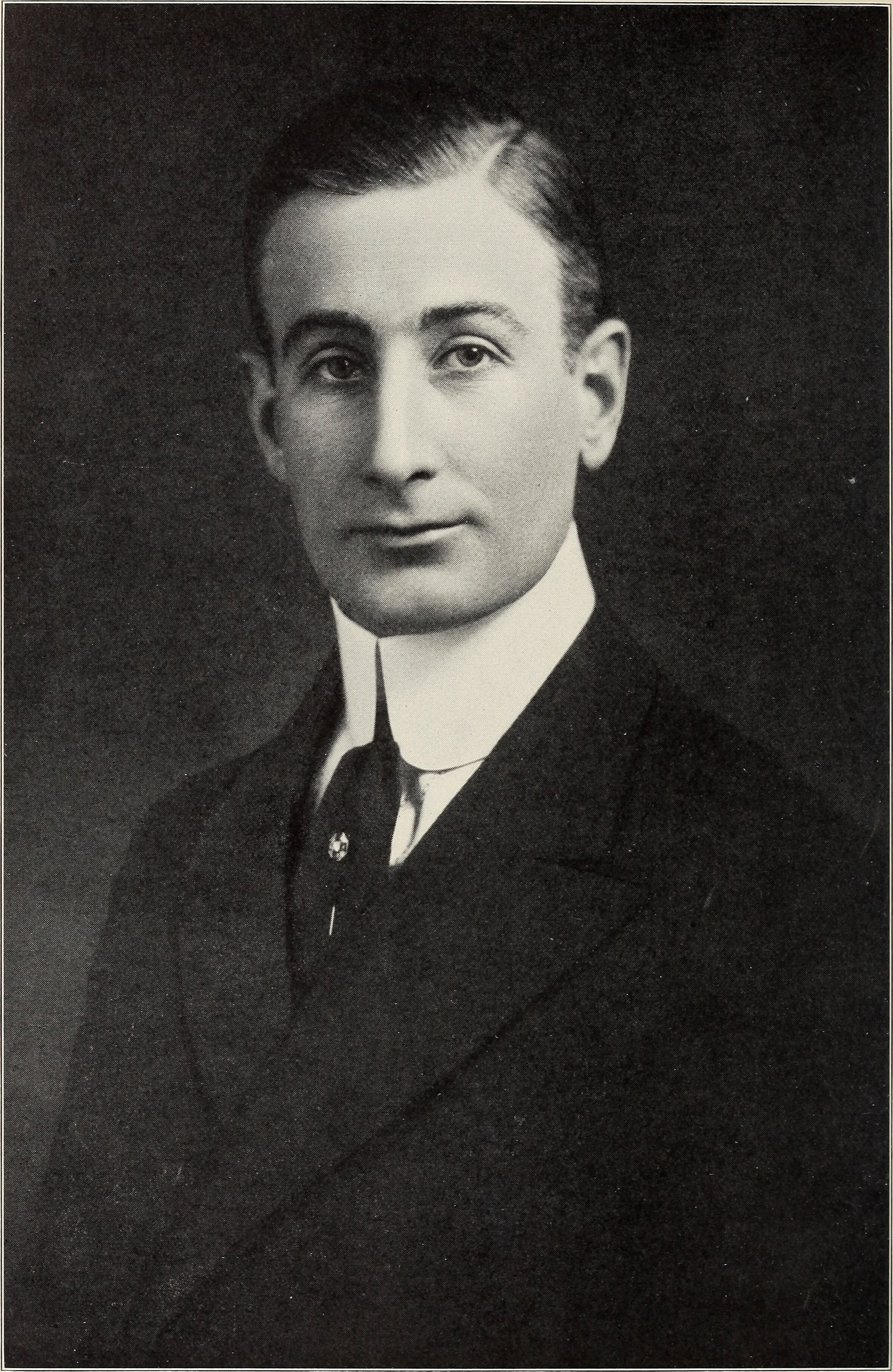
Стенлі Філд, Президент Філдівського музею, 1906

Музей природної історії ім. Філда, англ. The Field Museum of Natural History розташований у м. Чикаго, Іллінойс, США, на вул. Лейк-Шор-Драйв біля озера Мічиган. Заснований в 1893 році. Входить до складу комплексу, відомого як Музейний кампус Чикаго.
Серед відомих експонатів музею :
- «Сью» — якнайповніший на сьогодні скелет тираннозавра.
- Велика колекція з антропології і етнографії, включаючи артефакти із стародавнього Єгипту, північно-західного тихоокеанського узбережжя і Тибету.
- Велика і різноманітна таксидермічна колекція, де представлені різні великі тварини, у тому числі два африканські слони і африканські леви-людоїди з Цаво.
- Велика колекція динозаврів в залі «Еволюціонуюча планета».
- Велика колекція, присвячена індіанцям США, під назвою «Стародавня Америка».

## Ресурси Інтернету
- The Field Museum [Архівовано 18 лютого 2011 у Wayback Machine.]

## Фототека

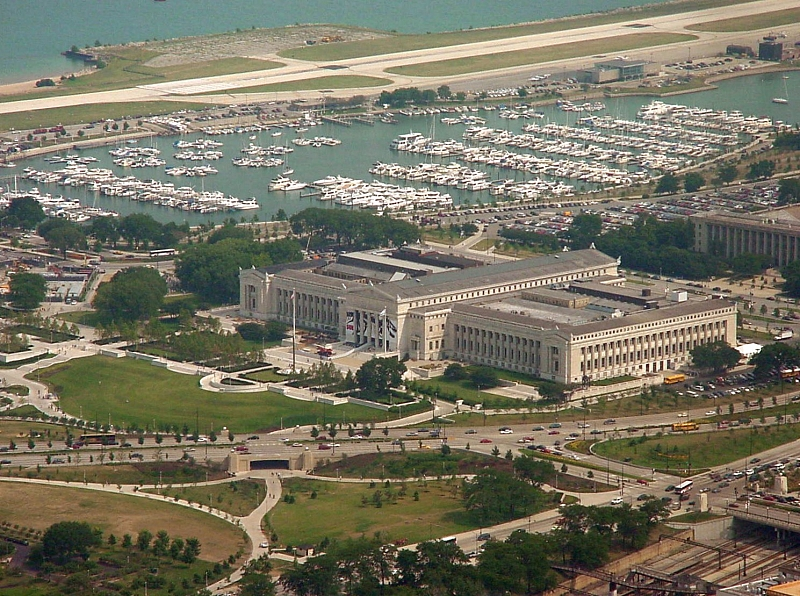
Вид на музей з повітря
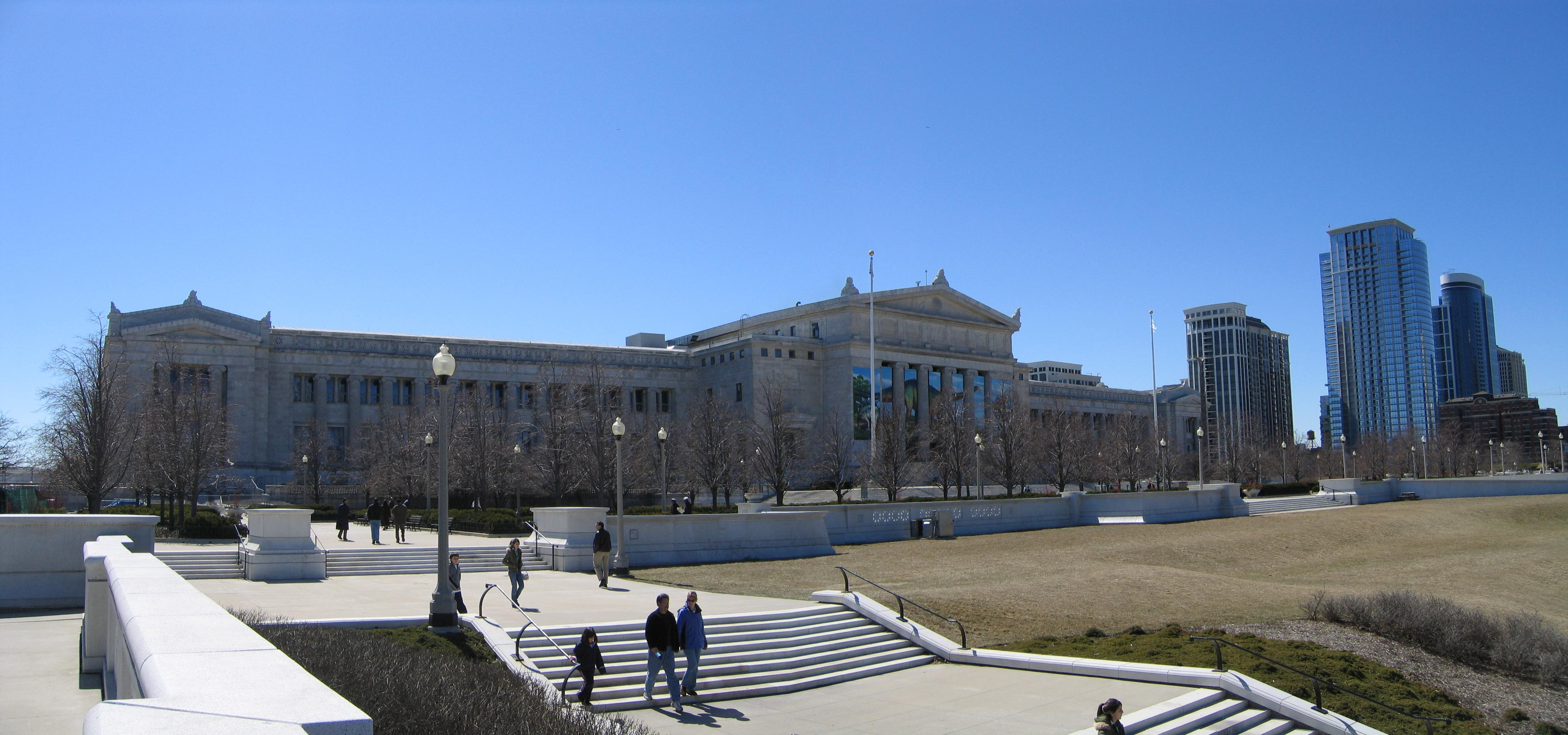
Північний фасад музею
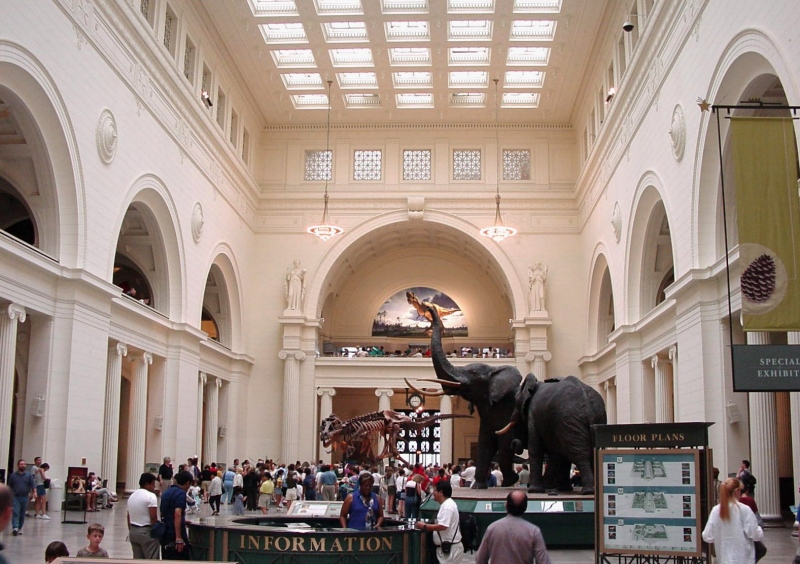
Зал Стенлі Філда
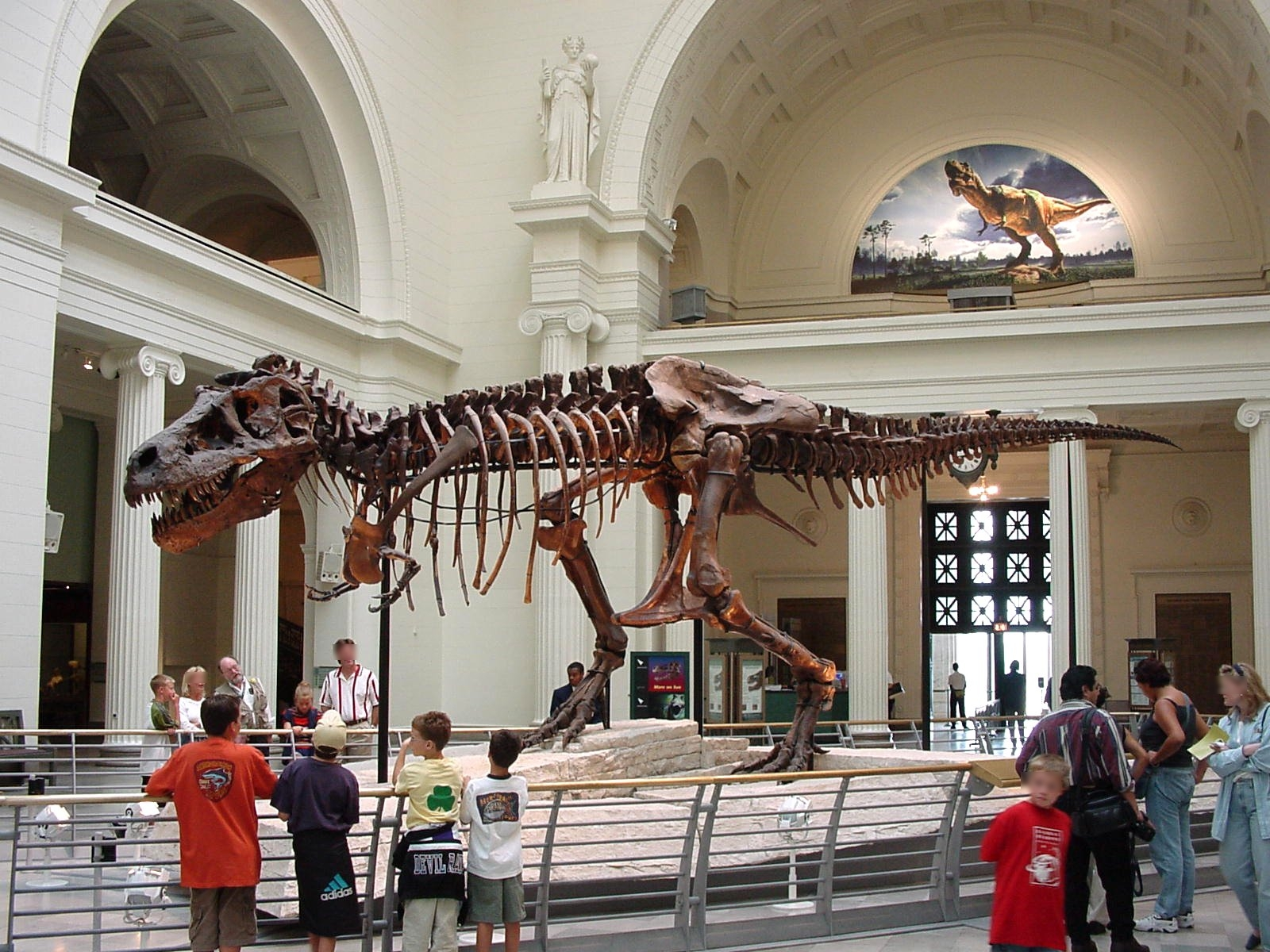
"Сью" - скелет тираннозавра
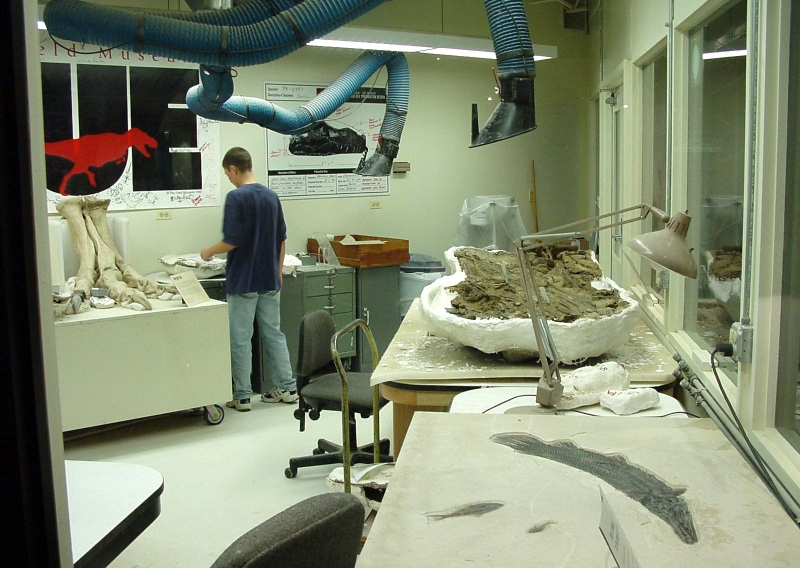
Лабораторія Макдоналда для роботи з викопними рештками
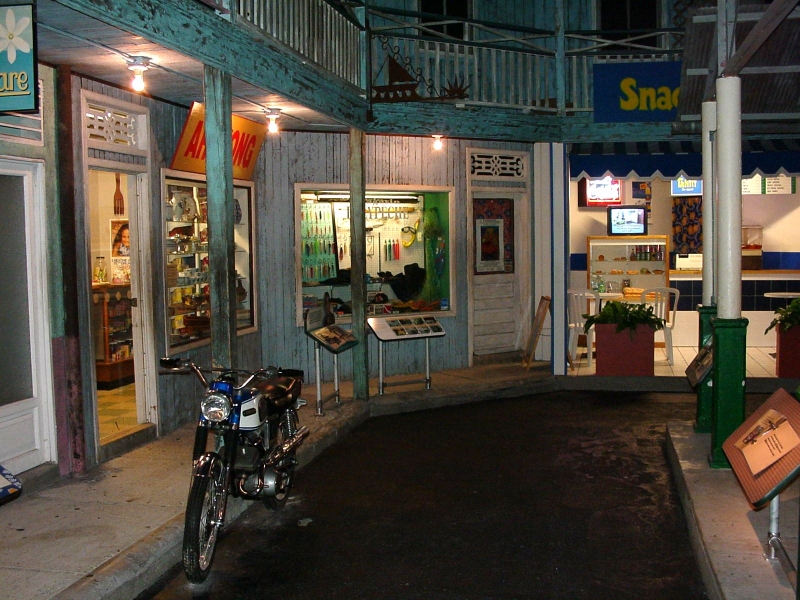
Вулиця Папеете, тихоокеанська експозиція
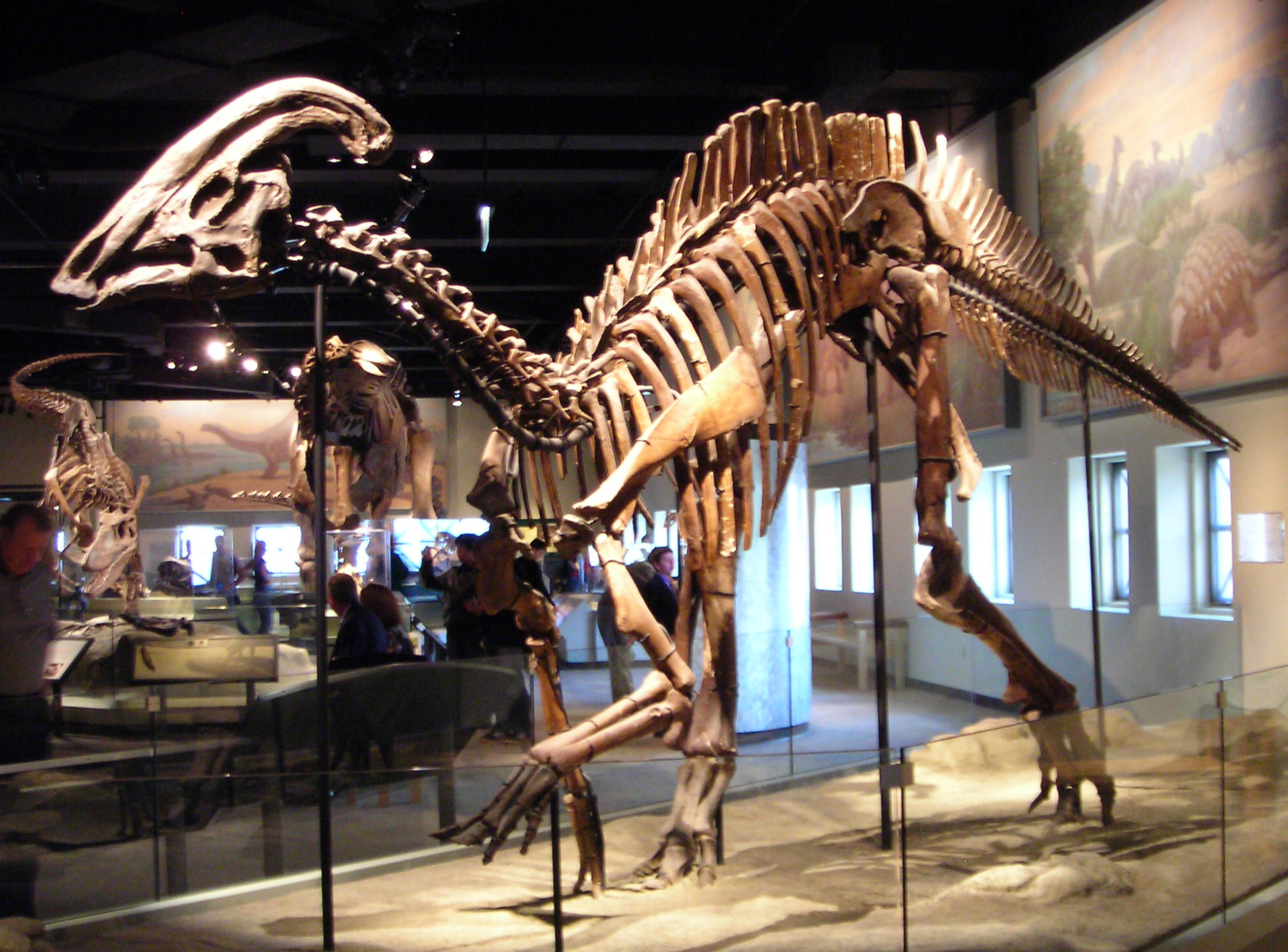
Скелет паразавролофа
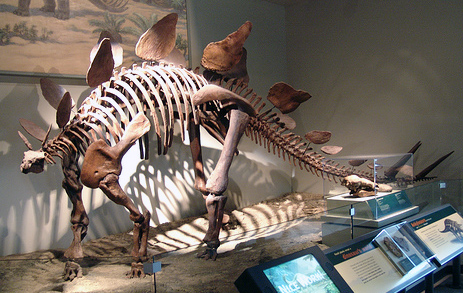
Скелет стегозавра
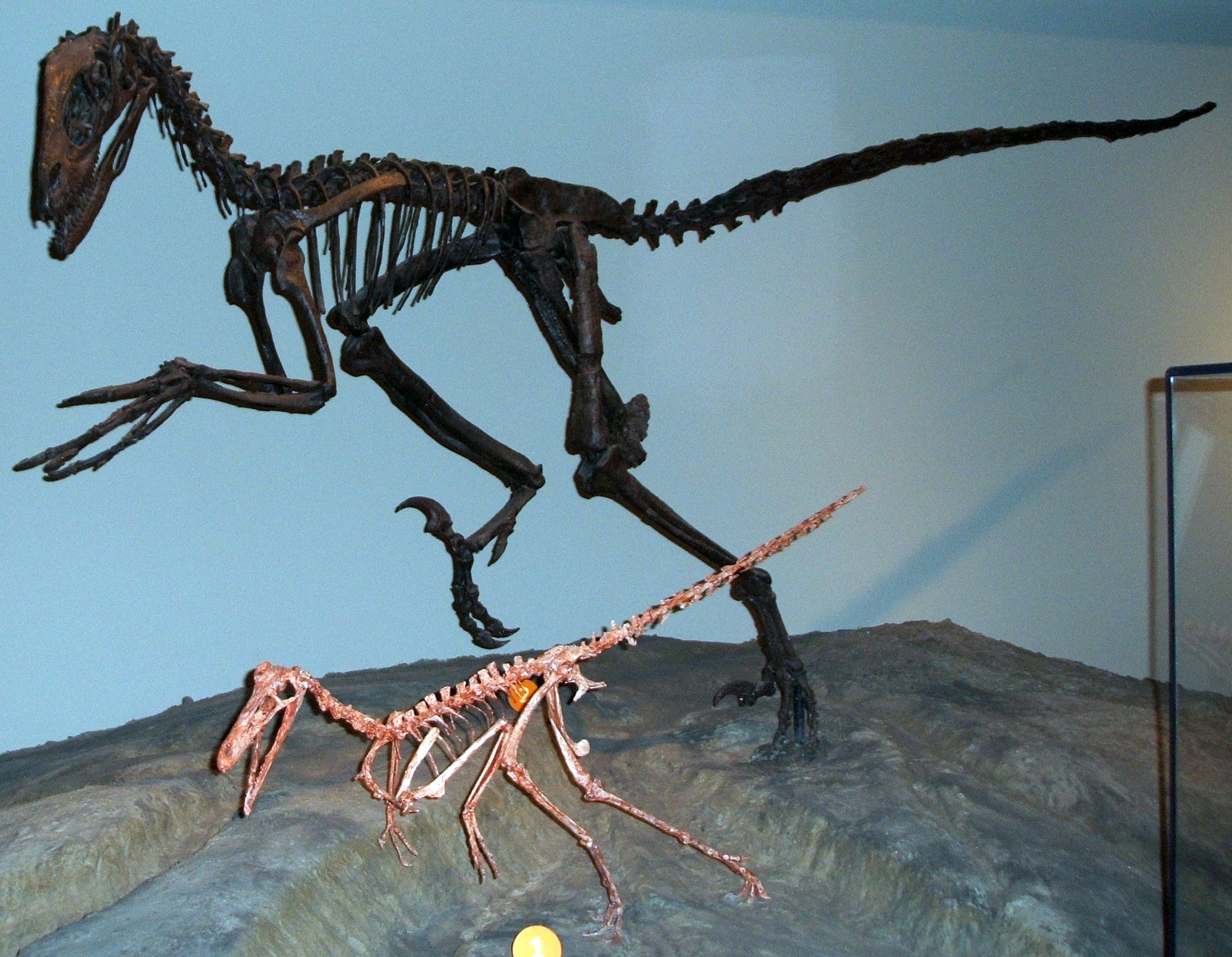
Скелети буїтрераптора і дейноніха
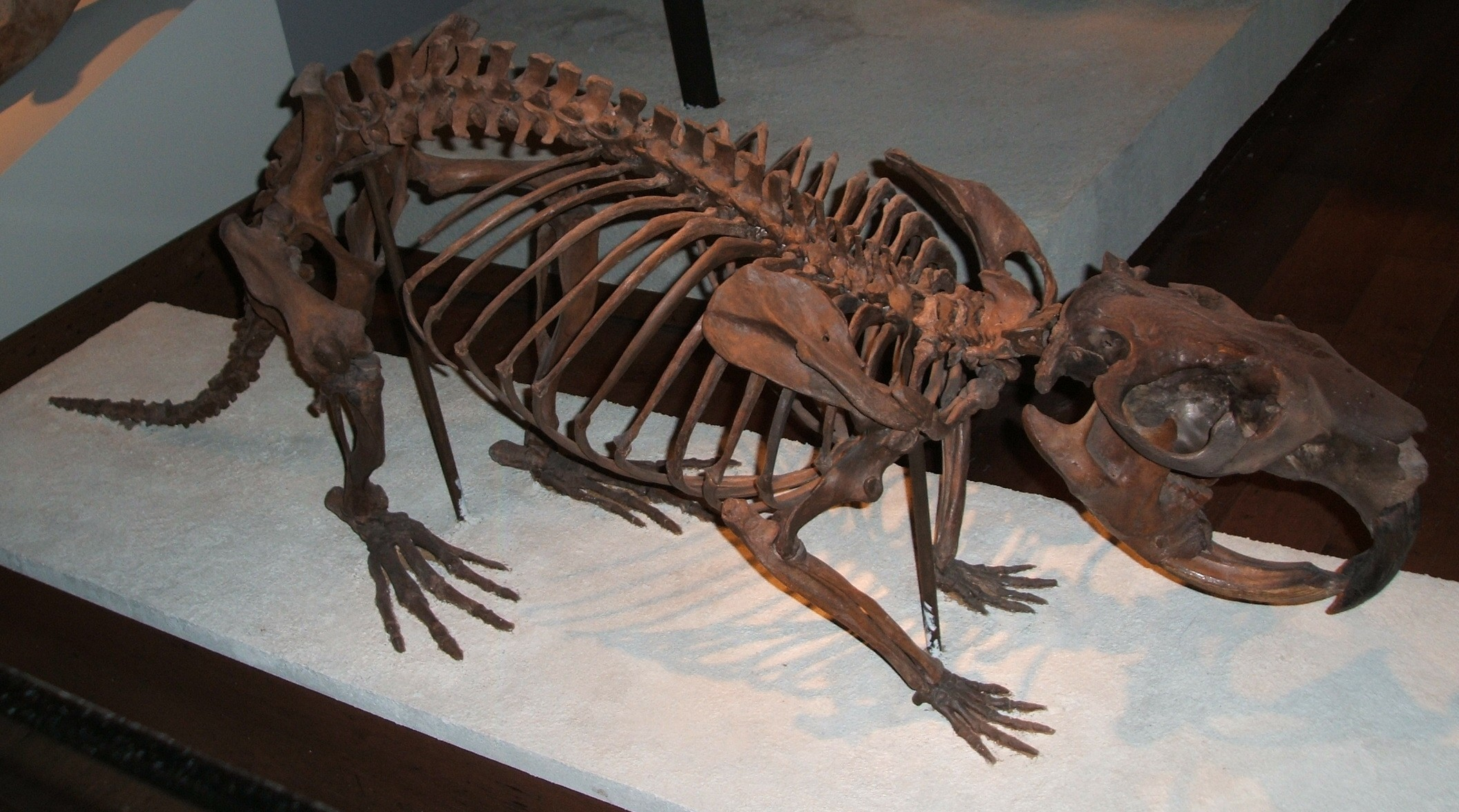
Скелет велетенського бобра
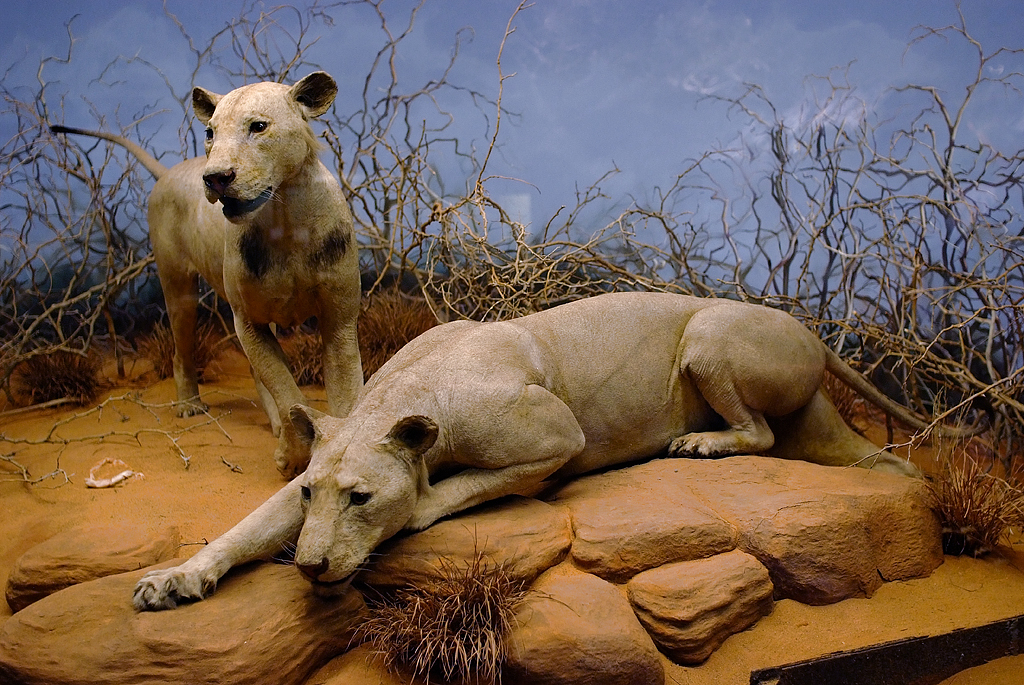
Леви-людоїди з Цаво

1. 1 2  archINFORM — 1994.
2. ↑  JSTOR — 1995.
3. ↑  Kallías: der Online-Katalog des Deutschen Literaturarchivs Marbach — Марбах-ам-Неккар: Німецький літературний архів Марбах.
4. ↑  Structurae — Ratingen: 1998.
5. ↑  Emporis (Firm) Emporis Building Directory — Darmstadt: Emporis GmbH.
6. 1 2  National Register Information System
7. ↑  Legal Entity Identifier
8. ↑  Google Maps — 2005.
9. ↑  https://www.fieldmuseum.org/about/contact
10. ↑  Identifiants et Référentiels — ABES, 2011.
11. ↑  Bibliothèque nationale de France BNF: платформа відкритих даних — 2011.
12. ↑  2015 Attendance Summary — Museums in the Park.